# Arvid Stålarm
Arvid  Stålarm, född omkring 1549 på Nyslott i nuvarande Finland, död 1620 i fängelse på Gripsholms slott, var en svensk överste och ståthållare i Finland. 

## Biografi
Arvid Stålarm var son till fogden på Nyslott Erik Arvidsson och Beata Grabbe, samt sonson till lagmannen Arvid Eriksson. Han gifte sig 1579 med Elin Hermansdotter Fleming, dotter till fältöversten Herman Pedersson Fleming och Gertrud Håkansdotter Hand. 
Redan som tolvåring placerades han vid hertig Johans hov på Åbo slott, och han inledde tidigt en aktiv militär bana. 1571 var han ryttmästare för en fana finska ryttare, och 1579–83 deltog han i Henrik Klasson Horns och Pontus De la Gardies krigståg i Ingermanland och Livland. Stålarms karriär gick framåt med expressfart, 1580 var han häradshövding över Lill-Savolax, befälhavare på  fästningen Ivangorod 1581–82, häradshövding i Nyslotts län 1583, amiral för den finska skeppsflottan 1584–85 och 1588–89, överste för knektarna i Finland samt ståthållare i Narva 1590 och häradshövding i Sääksmäki 1593. 
1582 var Stålarm en av tre chefer för en stort upplagd svensk offensiv mot den ryska fästningen Nöteborg som man var nära att erövra. Han ledde trupper till segrar vid Koila 1590 och Pljussajoki 1591 och deltog samma år i det misslyckade fälttåget mot Novgorod. Efter fredsslutet ledde han 1594–95 den svenska delegationen vid gränsförhandlingarna med Ryssland och var en av undertecknarna av freden i Teusina.
Stålarm tycks inte ha tagit någon del i nedkämpande av bondeupproret klubbekriget som rasade i Finland 1596–97, som slogs ned av hans släkting Claes Fleming. 
Efter Claes Flemings död 1597 blev Stålarm av kung Sigismund utsedd till hans efterföljare som ståthållare av Finland 1598 och krigsöverste vid sidan om Axel Kurck. I likhet med stora delar av adeln och prästerna i Finland stod han och Kurck på Sigismunds sida, som man såg som den legitime kungen av Sverige. Redan 1597 hade de deltagit i direkt militär konflikt mot tronpretendenten hertig Karl, som landsteg i Åbo i september med trupper från den västra rikshalvan. Stålarm tvingades fly inåt landet, men nådde förlikning med hertigen och kunde återvända till Åbo på julafton 1597.
1598 förlorade Sigismunds trupper mot hertig Karl i slaget vid Stångebro. Stålarm deltog aktivt i striderna, och efter ett misslyckat och i förtid avbrutet försök att anfalla Stockholm norrifrån 1598 med 3 000 soldater återvände Stålarm sjövägen till Åbo. 1599 kapitulerade han där inför Hertig Karls belägring av slottet. Arvid Stålarm dömdes till döden, men benådades och undgick därmed att avrättas i "Åbo blodbad". Istället fördes han och Kurck till fängelse på Gripsholms slott.
I Griptornet lät de rista följande inskrift på en vägg:
| ” | Anno 1600 den 3 Aprilis Bleffüe wij här insatte, Troo Gudh i alle tingh, Arffwid Ericksonn Till Lindöö och Peÿtz, Gud wett min lycka, Axel Korck Till Aniela, Wij haffue setted för vår troohett och lydett för wåre synder, kome här uth den... | „ |

Både Stålarm och Kurck blev dömda till döden i Linköping 1600, men benådades på avrättningsplatsen. Dessförinnan hade Stålarm redan dömts och benådats tre gånger i Stockholm år 1599. Han blev frigiven 1602 och blev då krigsöverste i Livland och lagman i Karelens lagsaga. Det var ett i stort sett omöjligt uppdrag att leda trupperna mot den övermäktiga polska armén, men Stålarm kunde på detta sätt återfå friheten. Han blev även en förbindelselänk till de finska adelsmän som flytt med Sigismund till Polen, och kunde på hertig Karls uppdrag erbjuda dem nåd om de återvände.
1603 beordrades Stålarm att samla en finsk armé och föra den till det belägrade Dorpat i dåvarande svenska provinsen Livland. Han lovades återfå en del av sina förläningar i Finland, och även om aktionen blev om intet utsågs han ändå till ledare för trupperna i Finland och återfick flera gårdar, fast med förbehåll att de kunde dras in om Stålarm uppträdde försumligt. Stålarm var en av Finlands stora jordägare och förfogade över 67 gods.
Efter att Dorpat erövrats av polackerna och Stålarm 1604 förlorat hälften av sina trupper i strider om staden Weissenstein (Paide) fängslades han åter, om än tillfälligt. Han hade även som det verkar fortsatt konspirera mot hertig Karl, nu kung Karl IX. Konspiratörerna hade samröre med upprorisk adel och bönder i Sverige (inklusive det sedan tidigare övervägande Sigismundtrogna Finland) samt med landsflyktiga adelsmän i Polen, och kungen såg sin situation som verkligt farlig. Därmed blev Stålarm satt i fängelse ännu en gång. Hans egen dräng vittnade mot honom, och Stålarm befann sig återigen bland de dödsdömda. Också denna gång benådades Stålarm först på avrättningsplatsen och sattes istället i fängelse på Gripsholm, där han blev kvar till sin död 1620. Historikern Lars Ericson Wolke skriver om Stålarm att han "var en av sin tids mest framträdande militärer men ändå inte någon exceptionellt framstående fältherre. Trots höga befäl var det få av de av honom ledda operationerna som ledde till framgång. I det avseendet är S:s militära karriär sannolikt ett exempel på en person som befordrats över sin kompetens."

### Familj
Stålarm gifte sig 7 september 1579 på Villnäs med Elin Fleming (1553–1603), dotter till fältöversten Herman Fleming och Gertrud Håkansdotter. De fick tillsammans barnen Hebbla Stålarm som var gift med landshövdingen Arvid Knutsson Drake, Christina Stålarm (död 1611) som var gift med ståthållaren Hans Eriksson på Åbo slott, fänriken Axel Stålarm, Elin Stålarm (död 1618) som var gift med ståthållaren Lasse Torstensson Ram på Kaxholms slott, Beata Stålarm som var gift med fältöversten Hans Wachtmeister och löjtnanten Claes Vietinghoff vid en ryttarfana och Carin Stålarm som var gift med slottsloven Christer Mattsson Björnram.